# 字验
字验是宋朝的军事密码，实际上是一种代换密码，通过将一首诗中的一个字来代替某个军事信息。